# Yarigatake
Der Yarigatake (jap. 槍ヶ岳) ist ein Berg im Hida-Gebirge und mit einer Höhe von 3180 m der fünfthöchste Berg Japans. Er liegt innerhalb des Chūbu-Sangaku-Nationalparks.
Der Name des Yarigatakes leitet sich von der Form des Berggipfels ab, welcher einem Speer (槍 yari) ähnelt. Aufgrund seines Aussehens wird er auch als das Matterhorn Japans bezeichnet.
Der Yarigatake wird in dem bekannten Buch 100 berühmte japanische Berge (Nihon-Hyakumeizan) aufgelistet.